# مدرسة الفلاح الدولية (جدة)
مدرسة الفلاح الدولية في جدة هي مدرسة هندية دولية تقع في مدينة جدة، المملكة العربية السعودية. تأسست المدرسة في عام 2004. تدرس جميع الفئات العمرية من الإبتدائية إلى الثانوية. المدرسة معترف بها من قبل وزارة التعليم في المملكة العربية السعودية وهي عضو في المجلس المركزي للتعليم الثانوي للإتحاد الهندي (CBSE).

## الروابط الخارجية
1. ↑  arabnews نسخة محفوظة 03 مارس 2016 على موقع واي باك مشين.

- DPS Jeddah